# Acorn Computer Archimedes A3010
Acorn Computer Archimedes A3010 (Archimedes A3010) је био професионални рачунар фирме Acorn Computer који је почео да се производи у Уједињеном Краљевству од 1992. године.
Користио је 32-битни RISC ARM 250 као микропроцесор. RAM меморија рачунара је имала капацитет од 1 MB (до 4 MB). 
Као оперативни систем кориштен је RISC OS 3.11.

## Детаљни подаци
Детаљнији подаци о рачунару Archimedes A3010 су дати у табели испод.
|                       |                                                                      |
| [ 1 ]                 |                                                                      |
| Произвођач            |                                                                      |
| Тип                   | професионални рачунар                                                |
| Меморија              | 1 (до 4 MB)                                                          |
| Поријекло             | Уједињено Краљевство                                                 |
| Година                | 1992                                                                 |
| Тастатура             | Пуни помак PC-102 стил                                               |
| Процесор              | 32-битни                                                             |
| Фреквенција процесора | 12                                                                   |
| RAM                   | 1 (до 4 MB)                                                          |
| ROM                   | 1 MB                                                                 |
| Текст                 |                                                                      |
| Графика               | VGA 640x256, SVGA 800x600, све до 1152 x 896 тачака                  |
| Боја                  | 16 (SVGA) све до 256 (VGA) између 4096                               |
| Звук                  | 8 гласова                                                            |
| Димензије             | 27 (ширина) x 19 (дубина) cm. Тастатура: 13,9 (ширина) x 19 (дубина) . |
| Портови               |                                                                      |
| Оперативни систем     |                                                                      |